# La patota
La patota (Engels: Paulina) is een Argentijns-Braziliaans-Franse film uit 2015, geregisseerd door Santiago Mitre. De film is een remake van de gelijknamige Argentijnse film uit 1960.
De film ging in première op 15 mei op het Filmfestival van Cannes in de sectie Semaine de la critique waar hij zowel de Nespresso Grand Prix als de FIPRESCI-prijs won.

## Verhaal
De jonge advocate Paulina keert van Buenos Aires terug naar haar dorp om zich daar, tegen de wil van haar vader, in te zetten voor maatschappelijk werk. Ze begint les te geven in de kansarme buitenwijken van de stad. Maar in haar tweede werkweek wordt ze op een avond aangevallen en verkracht door een straatbende. Ondanks tegenkantingen van haar omgeving gaat ze verder met haar werk in de wijk waar ze verkracht werd. Haar aanvallers zijn echter meer nabij dan ze denkt.

## Rolverdeling
| Acteur            | Personage |
| ----------------- | --------- |
| Dolores Fonzi     | Paulina   |
| Oscar Martínez    | Fernando  |
| Esteban Lamothe   |           |
| Cristian Salguero |           |

## Prijzen en nominaties
De film won 21 prijzen en werd voor 19 andere genomineerd. Een selectie:
| Jaar | Evenement                      | Categorie                          | Genomineerde                                       | Resultaat   |
| ---- | ------------------------------ | ---------------------------------- | -------------------------------------------------- | ----------- |
| 2015 | Cannes (68ste editie)          | Grand Prix Semaine de la critique  | Santiago Mitre                                     | Gewonnen    |
| 2015 | Cannes (68ste editie)          | FIPRESCI Prijs                     | Santiago Mitre                                     | Gewonnen    |
| 2015 | San Sebastián (63ste editie)   | Premio Horizontes                  | Santiago Mitre                                     | Gewonnen    |
| 2015 | Turijn (33ste editie)          | Speciale juryprijs voor beste film | Santiago Mitre                                     | Gewonnen    |
| 2015 | Turijn (33ste editie)          | Juryprijs voor beste actrice       | Dolores Fonzi                                      | Gewonnen    |
| 2015 | Premio Sur (10de editie)       | Beste film                         | La patota                                          | Genomineerd |
| 2015 | Premio Sur (10de editie)       | Beste regisseur                    | Santiago Mitre                                     | Genomineerd |
| 2015 | Premio Sur (10de editie)       | Beste actrice                      | Dolores Fonzi                                      | Gewonnen    |
| 2015 | Premio Sur (10de editie)       | Beste debuterend acteur            | Cristian Salguero                                  | Genomineerd |
| 2015 | Premio Sur (10de editie)       | Beste debuterend actrice           | Laura Lopez Moyano                                 | Genomineerd |
| 2015 | Premio Sur (10de editie)       | Beste bewerkt scenario             | Mariano Llinás, Santiago Mitre                     | Genomineerd |
| 2015 | Premio Sur (10de editie)       | Beste camerawerk                   | Gustavo Biazzi                                     | Genomineerd |
| 2015 | Premio Sur (10de editie)       | Beste montage                      | Leandro Aste, Delfina Castagnino, Joana Collier    | Genomineerd |
| 2015 | Premio Sur (10de editie)       | Beste geluid                       | Federico Esquerro, Santiago Fumagalli, Edson Secco | Genomineerd |
| 2015 | Premio Sur (10de editie)       | Beste make-up                      | Alberto Moccia, Carolina Oclander                  | Genomineerd |
| 2016 | Cóndor de Plata (64ste editie) | Beste film                         | La patota                                          | Genomineerd |
| 2016 | Cóndor de Plata (64ste editie) | Beste regisseur                    | Santiago Mitre                                     | Genomineerd |
| 2016 | Cóndor de Plata (64ste editie) | Beste actrice                      | Dolores Fonzi                                      | Gewonnen    |
| 2016 | Cóndor de Plata (64ste editie) | Beste debuterend actrice           | Laura López Moyano                                 | Genomineerd |
| 2016 | Cóndor de Plata (64ste editie) | Beste bewerkt scenario             | Mariano Llinás, Santiago Mitre                     | Gewonnen    |
| 2016 | Cóndor de Plata (64ste editie) | Beste montage                      | Leandro Aste, Delfina Castagnino, Joana Collier    | Genomineerd |
| 2016 | Cóndor de Plata (64ste editie) | Beste geluid                       | Federico Esquerro, Santiago Fumagalli, Edson Secco | Genomineerd |